# Orlando Pace
Orlando Lamar Pace (Sandusky, 4 novembre 1975) è un ex giocatore di football americano statunitense che ha giocato nel ruolo di offensive tackle nella National Football League (NFL) per tredici stagioni. Al college giocò alla Ohio State University, dove fu premiato due volte come All-American. Fu scelto dai St. Louis Rams come primo assoluto nel Draft NFL 1997. Nel 2016 è stato inserito nella Pro Football Hall of Fame.

## Carriera professionistica

### St. Louis Rams
Prima scelta assoluta del Draft 1997, Pace fu il primo offensive lineman ad essere chiamato con la prima scelta del Draft dal membro della Pro Football Hall of Fame Ron Yary nel 1968 e rimase ai St. Louis Rams per 12 stagioni. Giocò tutte le 16 gare stagionali come titolare per otto volte nella sua carriera, bloccando per tre anni consecutivi per l'MVP della NFL (Kurt Warner nel 1999 e 2001 e Marshall Faulk nel 2000). Fu il punto di forza della linea offensiva dei Rams che totalizzò il maggior numero di yard lorde guadagnate durante i 12 anni a St. Louis (50.770), fu seconda nella percentuale di completamento dei passaggi (61,8%) e quinta in passaggi da touchdown (289) sempre in quel periodo. Sotto la protezione di Pace, l'attacco dei Rams passò oltre tremila yard in ognuna delle sue dodici stagioni con 7 differenti quarterback, incluse tre volte in cui superarono le 4.000 yard. Inoltre blocco per dei running back che superarono sette volte le mille yard stagionali.
Inserito cinque volte nella formazione ideale della stagione All-Pro e convocato sette volte per il Pro Bowl, Pace nel 1999 vinse il Super Bowl XXXIV coi Rams. La sua ultima stagione nel 2009 la disputò coi Chicago Bears, venendo svincolato il 10 marzo 2009.

## Palmarès

### Franchigia
- Super Bowl : 1

St. Louis Rams: Super Bowl XXXIV
- National Football Conference Championship: 3

St. Louis Rams: 1999, 2001

### Individuale
- Convocazioni al Pro Bowl

1999, 2000, 2001, 2002, 2003, 2004, 2005
- All-Pro: 5

1999, 2000, 2001, 2003, 2004
- Lombardi Award: 2

1995, 1996
- Formazione ideale della NFL degli anni 2000
- Pro Football Hall of Fame (Classe del 2016)
- College Football Hall of Fame

## Statistiche
| Partite totali             | 169 |
| Partite totali da titolare | 165 |
| Fumble recuperati          | 7   |